# Торріхас
Торріхас (ісп. Torrijas) — муніципалітет в Іспанії, у складі автономної спільноти Арагон, у провінції Теруель. Населення — 66 осіб (2010).
Муніципалітет розташований на відстані близько 240 км на схід від Мадрида, 37 км на південь від міста Теруель.

## Демографія
Динаміка населення (INE ):